# Louis de Nogaret de La Valette d’Épernon

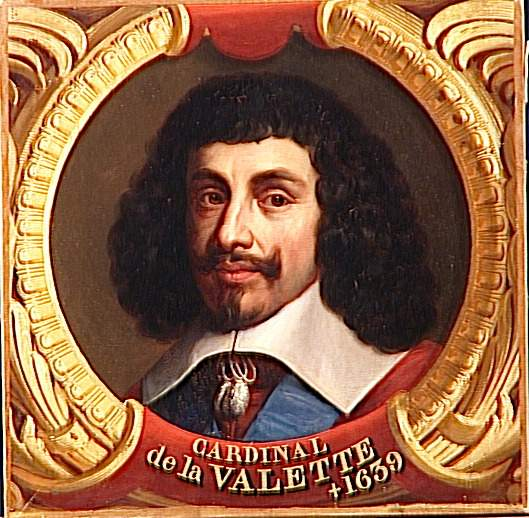
Louis de Nogaret d'Épernon, cardinal de La Valette, archevêque de Toulouse (1593–1639), von Jean-Pierre Franque, 1838/39, Hôtel de Beauvau, Salon du ministre

Louis de Nogaret de La Valette d’Épernon, dit le Cardinal de La Valette (* Februar 1593 in Angoulême; † 28. September 1639 in Rivoli) aus der Familie Nogaret de La Valette war ein französischer Militär und Kleriker; er war Erzbischof von Toulouse, Kardinal und Lieutenant-général des Armées du Roi.

Wappen Louis de Nogarets

## Leben
Louis de Nogaret de La Valette d’Épernon war der dritte Sohn von Jean Louis de Nogaret de La Valette (1554–1642), Duc d‘Épernon, und Marguerite de Foix, Comtesse de-Candale, und wurde von seinen Eltern für eine kirchliche Laufbahn vorgesehen, die er auch verfolgte, obwohl seine Vorliebe immer schon dem Militär galt. Sein Erzieher war der Philologe François Guyet. Seine älteren Brüder waren Henri, Duc de Candale (1591–1639) und Bernard (1592–1661), der 2. Duc d’Épernon.

### Der Kleriker
1611 wurde er Kommendatarabt der Abteien Saint-Memmie de Châlons, Gard-sur-la-Somme und Berdoues. Am 26. August 1613 wurde er zum Erzbischof von Toulouse ernannt (eine Bischofsweihe fand niemals statt) und nahm 1614  in dieser Eigenschaft an der Sitzungen der Generalstände in Paris teil. Er schloss sich der Partei des Kardinals Richelieu an und beteiligte sich an der Flucht Maria de’ Medicis aus dem Schloss Blois, die in der Nacht vom 21. auf den 22. Februar 1619 gelang, und die am 30. April 1610 zum Vertrag von Angoulême und ihrer Aussöhnung mit Ludwig XIII. führte.

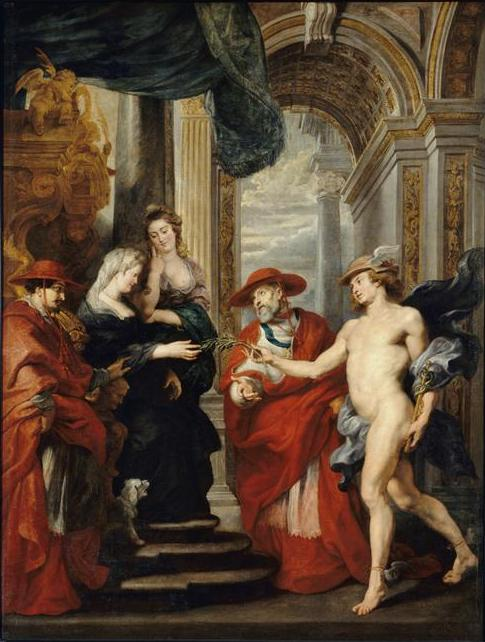
Peter Paul Rubens, Le Traité d'Angoulême le 30 avril 1619, oder: La réconciliation de Marie de Médicis avec son fils, Öl auf Leinwand, Louvre; in der Bildmitte der Kardinal de La Valette

Im Konsistorium vom 11. Januar 1621 erhob ihn Papst Paul V. zum Kardinalat und ernannte ihn zum Kardinaldiakon von  Sant’Adriano al Foro, wo er erst im November 1624 installiert wurde. Am Konklave von 1621 (8./9. Februar 1621) nahm er nicht teil, wohl aber an der Klerikerversammlung in Bordeaux im gleichen Jahr. Ebenfalls 1621 erhielt er die Einnahmen weiterer Klöster: Gimont, Saint-Victor de Marseille, Sainte-Mélaine de Rennes, Grandselve, Saint-Vincent de Metz und Sainte-Marie de Lagrasse. Er war zudem Abt von Saint-Sernin de Toulouse, und Almosenier Ludwigs XIII.
Auch das Konklave von 1623 (19. Juli bis 6. August) ließ er aus; am 20. November 1623 erhielt er die Titelkirche Sant’Adriano am Forum Romanum. 1625 nahm er an der Klerikerversammlung in Paris teil. 1627 trat er als Erzbischof von Toulouse zurück und widmete sich fortan ganz dem Militärhandwerk.

### Der Militär
1629/30 diente er als Volontär unter dem Kommando des Kardinals Richelieu in Italien. Bei der Journée des dupes am 11. November 1630 stand er wiederum  auf der Seite Richelieus.
Am 12. Oktober 1631 wurde er nach der Demission des Maréchal d’Effiat zum Gouverneur von Anjou ernannt (Registrierung im Parlement am 18. November 1631). Am 28. Februar 1633 wurde er nach der Demission des Kardinals Richelieu zum Prior von Saint-Martin-des-Champs ernannt, trat aber noch im gleichen Jahr wieder zurück, am 14. Mai 1633 wurde er Commandeur des Ordres du Roi. Am 31. Dezember 1634 wurde er nach der Demission seines Vaters Gouverneur et Lieutenant-général du Pays Messin et de la ville de Metz. Den zugehörigen Eid leistete er am 17. März 1635.
Mit Befehl vom 29. Juni 1635 wurde ihm das Kommando über die französische Deutschland-Armee gemeinsam mit Herzog Bernhard von Sachsen-Weimar übertragen – und dies trotz seiner relativ geringen militärischen Erfahrungen. Allerdings stand Ludwig XIII. unter Druck, da Frankreich kaum noch kriegserfahrene Feldherren hatte: darauf hatte der zu dieser Zeit erst 24 Jahre alte, spätere große französische Feldherr Turenne hingewiesen, als er nach dem überwältigenden Sieg der Habsburger bei Nördlingen im September 1634 feststellte, dass Frankreich nach dem Tod von drei jüngst verstorbenen französischen Feldherren den fähigen deutschen Generälen nicht mehr ebenbürtig sei. Dem Kardinal und dem Herzog gelang die Eroberung von Bingen, die Aufhebung der Belagerung von Mainz und der Entsatz von Zweibrücken, bevor sie sich nahe Mainz mit der Armee zurückziehen mussten, wo sie von Matthias Gallas blockiert worden waren. In der Schlacht von Wallerfangen am 29. September 1635 sicherten sie den Rückzug und führten die Truppen nach Lothringen. Auch 1636 befehligte er gemeinsam mit dem Herzog die Truppen des Elsass‘ und Lothringens, sie belagerten Zabern, das sich ergab. Der Kardinal gab im September das Amt des Gouverneurs von Anjou auf.
Ab 6. April 1637 hatte er das Oberkommando über die Armee in der Picardie und belagerte ab dem 11. Juli Landrecies, das am 26. Juli kapitulierte. Es folgte die Belagerung von Maubeuge, das am 5. August aufgab. In der Nacht vom 8. auf den 9. September begann er die Belagerung von La Capelle, das am 26. kapitulierte.
Am 7. April 1638 übernahm er das Kommando in die Italien-Armee mit der Vollmacht, das Bündnis mit Savoyen aus dem Vertrag von Rivoli mit Christina von Frankreich, der Regentin Savoyens und Tante Ludwigs XIII., zu erneuern, was am 3. Juni in Turin mit Hilfe militärischen Drucks geschah. Daraufhin besetzten die Spanier am 5. Juli Vercelli, in der Folgezeit kam es in Savoyen zu einem Aufstand des Adels und der städtischen Eliten gegen Christina, bei dem spanisch finanzierte Truppen unter dem Kommando des Marqués de Leganés bald den größten Teil des Piemont besetzten, während die Franzosen sich in der Zitadelle von Turin verschanzten. Das Eintreffen von Verstärkungen unter Duc de Longueville führte zu einem Waffenstillstand, der vom 14. August bis zum 24. Oktober 1639 dauern sollte. Während dieses Waffenstillstands starb Kardinal La Valette am 28. September 1639 in Rivoli an einem Fieber.

## Werke
- Jacques Talon (Redaktion), Nicolas Gobet (Hrsg.), Mémoires De Louis De Nogaret Cardinal De La Valette, Général Des Armées Du Roi en Allemagne, en Lorraine, en Flandre & en Italie : Ouvrage nécessaire à l'intelligence de l'histoire de Louis XIII, & très-utile à la Noblesse, Paris 1772